# Santo Stefano (Ghiberti)
La statua di Santo Stefano di Lorenzo Ghiberti fa parte del ciclo delle quattordici statue dei protettori delle Arti di Firenze nelle nicchie esterne della chiesa di Orsanmichele. Fu commissionata dall'Arte della Lana e risale al 1427-1428. È in bronzo ed è alta 260 cm. Oggi si trova conservata all'interno del Museo di Orsanmichele, mentre all'esterno è sostituita da una copia.

## Storia

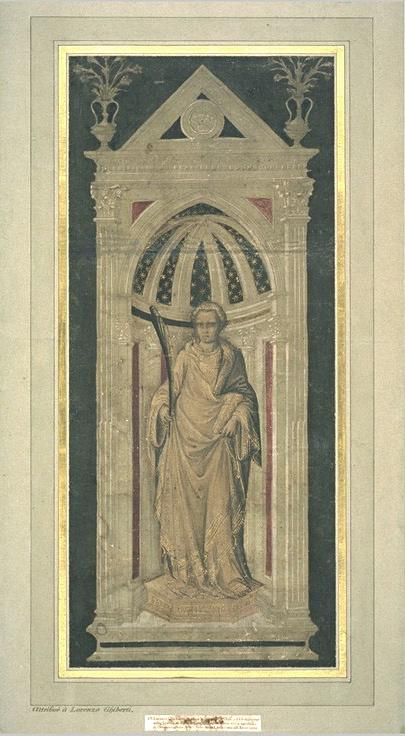
Studio per la statua entro una nuova nicchia

Quando la statua venne fusa era la quarta scultura in bronzo per Orsanmichele, un segno di prestigio per l'Arte che l'aveva commissionata, dato che il bronzo arrivava a costare circa dieci volte di più del marmo. La decisione risale al 2 aprile 1425 e andava a sostituire il Santo Stefano di Andrea Pisano, già nella nicchia, non ritenuto ormai più consono al prestigio dell'arte: risaliva infatti ormai al 1340 ed era stata a prima statua ad essere collocate a Orsanmichele; essa venne venduta e il ricavato servi in parte per finanziare le quattro libbre di bronzo per l'artista. Nella dichiarazione di intenti (a cui seguì il contratto vero e proprio con l'artista, a noi non pervenuto) si menzionò esplicitamente la volontà di superare, col più costoso bronzo, il prestigio delle nicchie delle altre Arti Maggiori, l'Arte di Calimala e l'Arte del Cambio. 
Dai verbali di un riunione dell'Arte, nell'agosto 1427 si deliberava di procedere all'acquisto del metallo poiché tutto era già pronto per il getto della statua (che era la terza statua che Ghiberti faceva per Orsanmichele). Una delibera del 1º febbraio 1429 ricorda come la statua fosse già finita e collocata; un po' di metallo avanzato viene autorizzata alla vendita, per finanziare il saldo dovuto all'artista: si evince una certa scarsità di denaro, confermata anche dalla rinuncia a rimodernare la nicchia, di cui esiste forse un disegno preparatorio di mano del Ghiberti nel Cabinet des Dessins del Louvre. 
L'impresa è ricordata anche nel secondo dei Commentarii dell'artista.
Il restauro fu tra gli ultimi ad essere messo in atto e venne curato tra il 2001 e il 2002 grazie al finanziamento della Ross Family Charitable Foundation di New York.

## Descrizione
La statua ritrae santo Stefano secondo le fattezze tradizionali di fanciullo con la dalmatica, avvolto da un mantello che disegna un elaborato panneggio. Nella mano sinistra tiene un libro chiuso e in quella destra un pennino (perduto).
La statua non è particolarmente apprezzata dalla critica, che la colloca nel percorso artistico dell'autore come un lavoro dove prevale il cesello sulla scultura, con una certa cura nel colletto e nei lineamenti del volto, ma più approssimativa nei capelli, nelle mani e nel bordo del mantello; il piede sinistro che sporge è appena abbozzato. Il Vasari ne apprezzò solo la verniciatura in bronzo. Rilevando il confronto col vicino San Matteo e col San Giovanni Battista, sempre di Ghiberti, si nota uno stile più manierato, con un panneggio che sembra un'involuzione verso il tardo gotico. La critica più recente ha però messo in luce anche l'attenzione tutta rinascimentale alle volumetrie, alle proporzioni ed all'impostazione classica del volto, che richiama anche il San Filippo di Nanni di Banco, forse derivati da un archetipo comune.
Nella destra doveva anticamente tenere la palma del martirio.